# Гагер білогорлий
Га́гер білогорлий (Cyanolyca mirabilis) — вид горобцеподібних птахів родини воронових (Corvidae). Ендемік Мексики.

## Опис
Довжина птаха становить 23 см, вага 40-42 г. Забарвлення переважно синє. Тім'я, потилиця і шия з боків чорні. На обличчі чорна "маска", окаймлена білою смугою, що формує над очима білі "брови". Горло біле. Очі темно-червонувато-карі, дзьоб і лапи чорні.

## Поширення і екологія
Білогорлі гагери мешкають в горах Південної Сьєрра-Мадре в штатах Герреро і Оахака. В штаті Герреро білогорлі гагери є досить поширеними в заповіднику Омілтемі, на північ від Нуева-Делі та між Нуева-Делі і горою Теотепек. В штаті Оахака вони мешкають в горах Серро-де-Міааутлан і Серро-де-Юкуякуа, однак в районі Сан-Андрес-Чикауастли не спостерігалися з 1964 року. 
Білогорлі гагери живуть у вологих гірських дубових і сосново-дубових лісах та в хмарних лісах. Зустрічаються парами або сімейними зграйками до 4 птахів, в Герреро на висоті від 1525 до 3500 м над рівнем моря, в Оахаці на висоті від 2000 до 2600 м над рівнем моря, переважно на висоті понад 1800 м над рівнем моря. Іноді приєднуються до змішаних зграй птахів. Живляться комахами, іншими безхребетними, дрібними хребетними, плодами і ягодами. Сезон розмноження триває з квітня по серпень.

## Збереження
МСОП класифікує цей вид як вразливий. За оцінками дослідників, популяція білогорлих гагерів становить від 1700 до 7000 дорослих птахів. Їм загрожує знищення природного середовища.